# Předdůchod
Předdůchod je pravidelně vyplácená penze, kterou občan České republiky získává z vlastních prostředků naspořených v rámci doplňkového penzijního spoření. Předdůchod vyplácí penzijní společnost nebo životní pojišťovna. Tuto dávku může občan pobírat od 1. ledna 2013.

## Charakteristika
Předdůchod vznikl v roce 2011 při důchodové reformě. Důchodový věk se prodlužuje, čímž se může občan častěji dostat do situace, kdy se ocitne dlouhodobě bez práce. Předdůchod má tento problém řešit. Vstoupit do něj může občan od 1. ledna  2013. V předdůchodu však občan nedostává peníze od státu, ale čerpá své vlastní úspory z důchodového spoření. Tím se liší předdůchod od předčasného důchodu. Na předdůchod může navazovat předčasný důchod nebo starobní důchod.
Předdůchod je dávkou doplňkového penzijního spoření v rámci třetího pilíře zabezpečení na penzi.

## Podmínky předdůchodu
Na předdůchod nemá nárok každý občan České republiky, ale pouze ten, který splní zákonné podmínky a našetří potřebné množství financí v rámci účastnických fondů doplňkového penzijního spoření.
Podmínky, které musí občan splnit: 
- O předdůchod lze zažádat nejdříve 5 let před dosažením věku nutného k pobírání státního starobního důchodu.
- Občan musí spořit nejméně 60 měsíců v rámci doplňkového penzijního spoření, do této doby se započítává i spoření v transformovaném fondu, tj. bývalého penzijního připojištění.
- Předdůchod musí zájemce pobírat minimálně 2 roky, přičemž musí mít na tuto zákonem stanovenou dobu naspořeno v doplňkovém penzijním spoření dostatek financí pro pravidelnou měsíční výplatu předdůchodu. Ta činí 30 % průměrné měsíční mzdy. Pro rok 2018 se minimální částka předdůchodu rovná 8 629 Kč. Na dva roky musí mít zájemce tedy našetřeno minimálně 207 096 Kč, na 5 let pak 517 740 Kč.

## Výhody a nevýhody předdůchodu

### Výhody
Prodlužování důchodového věku znesnadňuje mnoha občanům pracovat až do důchodového věku. Kvůli ubývající psychické a fyzické kondici již nemohou vykonávat svou práci, přičemž ještě nedosáhnou na invalidní důchod. Jiní naopak mají problém práci sehnat. Předdůchodu tuto situaci řeším. Občan do něj může vstoupit již 5 let před dosažením důchodového věku. Rozhodující tu však není důchodový věk mužů a žen, ale pouze mužů.
V předdůchodu již občan není povinný platit zdravotní pojištění, stává se státním pojištěncem. Nemusí platit ani důchodové pojištění, předdůchod patří mezi vyloučené doby, čímž se nesnižuje průměrná měsíční mzda za odpracované roky jako při odchodu do předčasné penze. Do pojištěných let se však předdůchod nezapočítává. 
Občan může kdykoliv během pobírání předdůchodu začít pracovat nebo podnikat. Pří výpočtu starobního důchodu si pak může vybrat, jestli počítat předdůchod jako vyloučenou dobu nebo zohlednit příjem z výdělečné činnosti. Jako OSVČ bude občan platit sociální pojištění stejné jako při hlavní samostatně výdělečné činnosti a zdravotní pojištění jako při vedlejší samostatně výdělečné činnosti. 
Pokud budou příjmy v předdůchodu pro občana nedostatečné, může již po roce jeho pobírání odejít také do předčasné penze a čerpat předdůchod i předčasnou penzi najednou.
V případě nečekané smrti peníze z předdůchodu nepropadnou, ale vyplatí se osobě určené ve smlouvě nebo se stanou součástí dědického řízení.

### Nevýhody
Předdůchod není pro řadu občanů dosažitelný, neboť je třeba mít naspořeno. Neřeší tedy situaci občanů s nižšími příjmy, kteří si nemohli vytvořit nebo nevytvořili dostatečné úspory. 
Předdůchod sice nekrátí penzi, ale vyčerpává finanční prostředky naspořené v doplňkovém penzijním spoření, jejichž primárním účelem bylo zabezpečení na penzi v situaci, kdy je státní důchod čím dál více nevýhodný. Řeší pouze problém velké nezaměstnanosti lidí v předdůchodovém věku, ale nikoliv nevýhody nízkého důchodu. 
Při pobírání předdůchodu sice není krácen důchod stejně jako v případě předčasné penze, ale přesto bude nižší. Předdůchod se nezapočítává do doby pojištění, ke které se také přihlíží při výpočtu důchodu. Každý rok pojištění zvyšuje důchod o 1,5 %. Naproti tomu evidence na úřadu práce při splnění zákonných podmínek se započítává do doby pojištění. Výhodnější je proto zůstat na úřadu práce a pobírat podporu v nezaměstnanosti než čerpat předdůchod. Pokud již občan podporu v nezaměstnanosti nepobírá, a je stále v evidenci úřadu práce, započítají se mu do pojištění nejvýše tři roky. 
Protože předdůchod není dávkou penzijního systému jako starobní, předčasný, vdovský, sirotčí nebo invalidní důchod, není každoročně valorizován.
Pokud si občan spořil ve transformačních fondech, musí nejprve smlouvu převést na smlouvu o doplňkovém penzijním spoření, až poté z ní může čerpat předdůchod.